# Templo Santo Domingo (La Paz)
El templo de Santo Domingo es uno de los templos más antiguos de la ciudad de La Paz en Bolivia, presenta un estilo barroco mestizo y la fachada es de piedra labrada elaborada el año 1760.

## Ubicación
Este templo se encuentra entre la calle Ingavi y la calle Yanaconcha.

## Historia

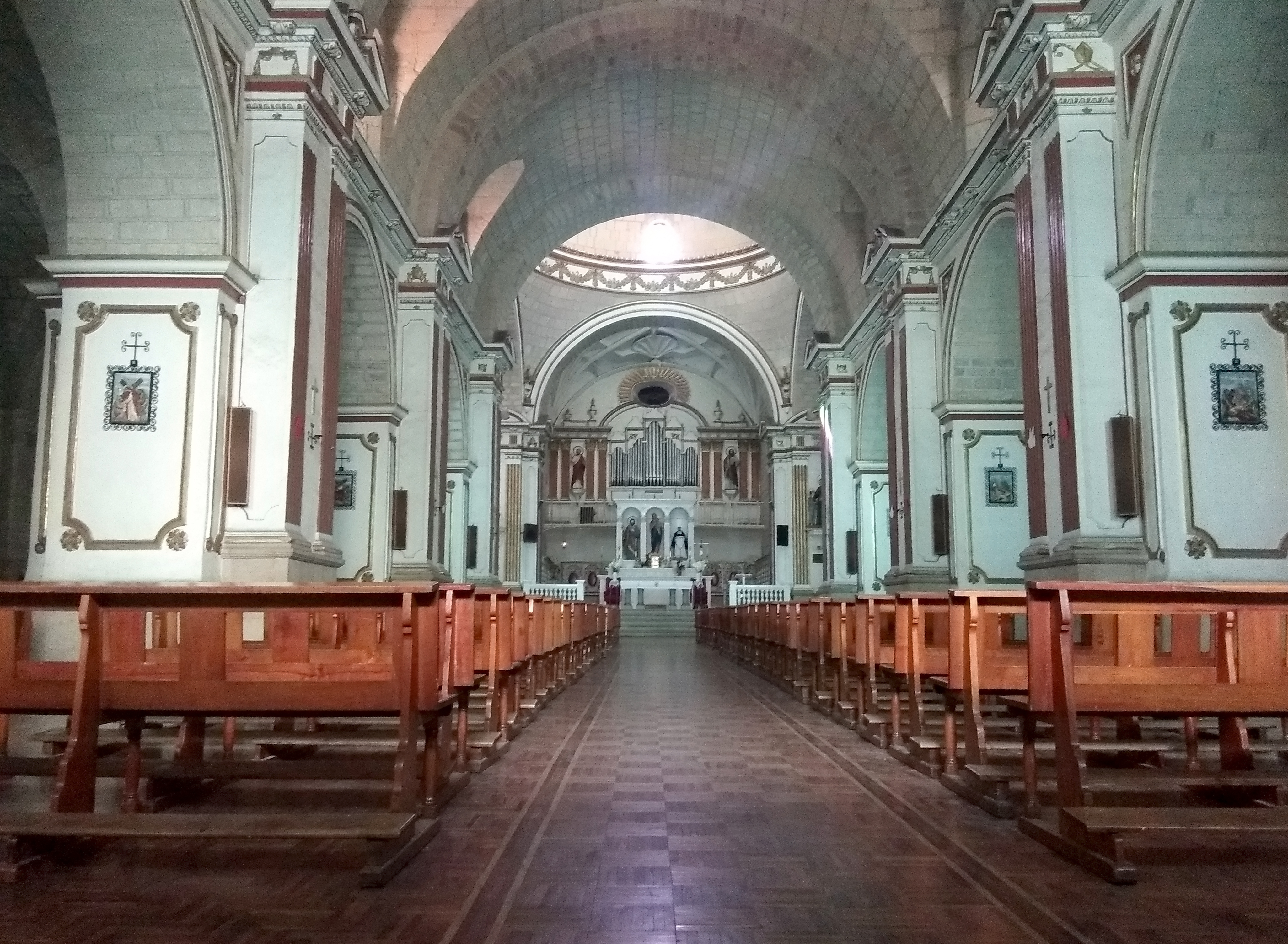
Interior del Templo.

Este templo fue fundado el año 1590 por el vicario general Fray Cristóbal Rodríguez y formaba parte del convento de Santo Domingo. Actualmente solo permanece el templo, habiendo pasado la edificación del convento a utilizarse por el Colegio Ayacucho.
Entre las reliquias más atesoradas están la imagen de Jesús de Nazaret que sudó lágrimas de sangre en 1622. También se encuentra la mano derecha de un obispo en una urna de piedra de Huamanga, se dice que el obispo jamás tocó ningún tipo de dinero con la mano porque lo consideraba impuro.
El altar mayor que data del siglo XVIII fue trasladado a la iglesia de Coroico en el siglo XIX. Desde 1826 el templo hizo de catedral de la ciudad hasta principios del siglo XX, la campana más grande del campanario perteneció alguna vez a la Templo de la Merced.

## Arquitectura
Presenta en su pórtico un estilo barroco mestizo, el cual se caracteriza por mostrar abundantes decoraciones con motivos de fauna y flora de la región subtropical de La Paz, así como rostros alados de ángeles en las columnas. Sobre la puerta de ingreso podemos encontrar un ángel con vestimenta virreinal y en la parte superior de la figura anciana de un Dios creador resplandeciente sobre nubes. La decoración interior es de estilo neoclásico. 
La restauración más reciente del templo fue llevada a cabo a finales de los años noventa, bajo la dirección del entonces párroco Monseñor Luis Camacho Hidalgo.

## Galería

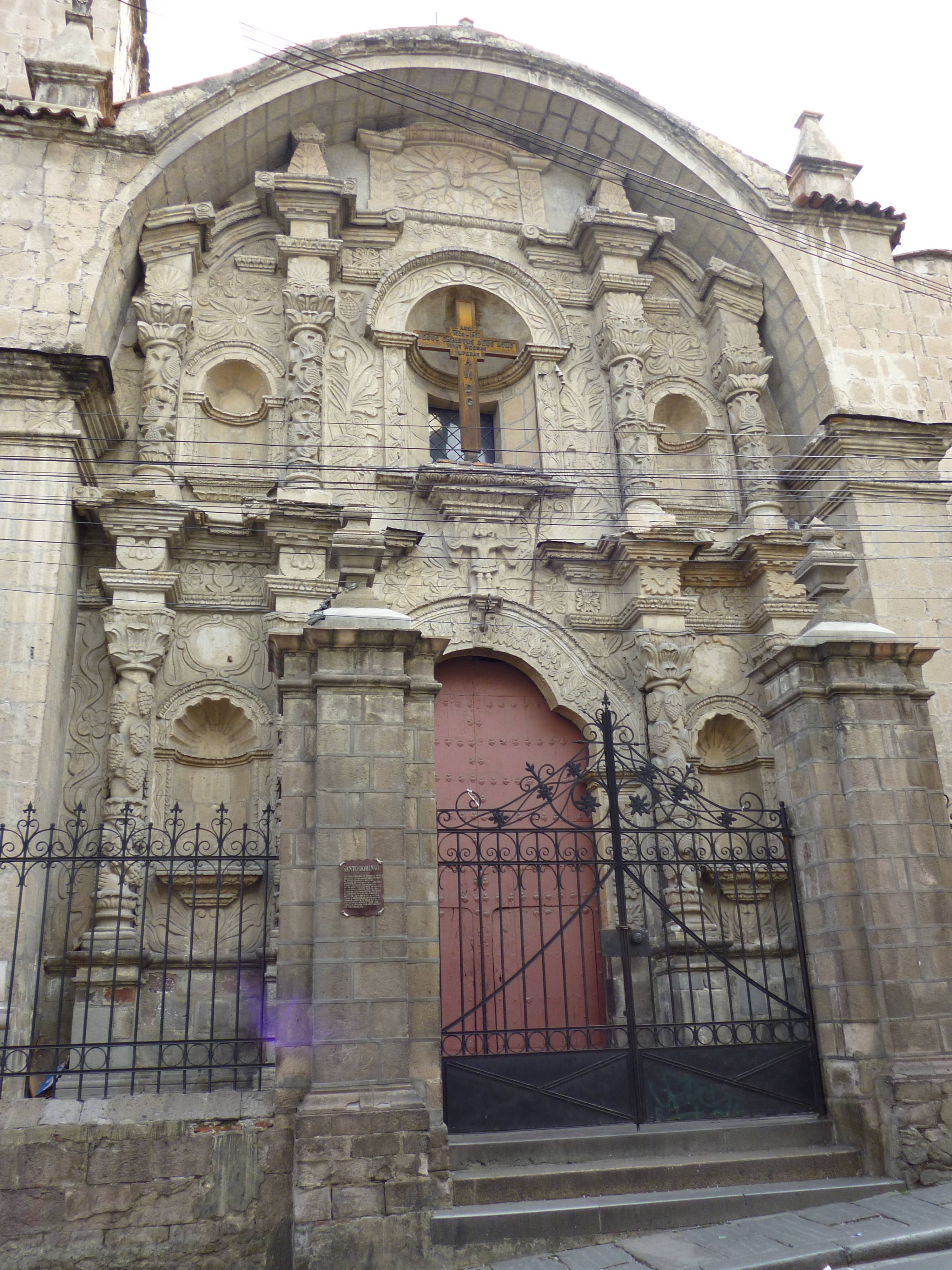
Vista ingreso del templo.
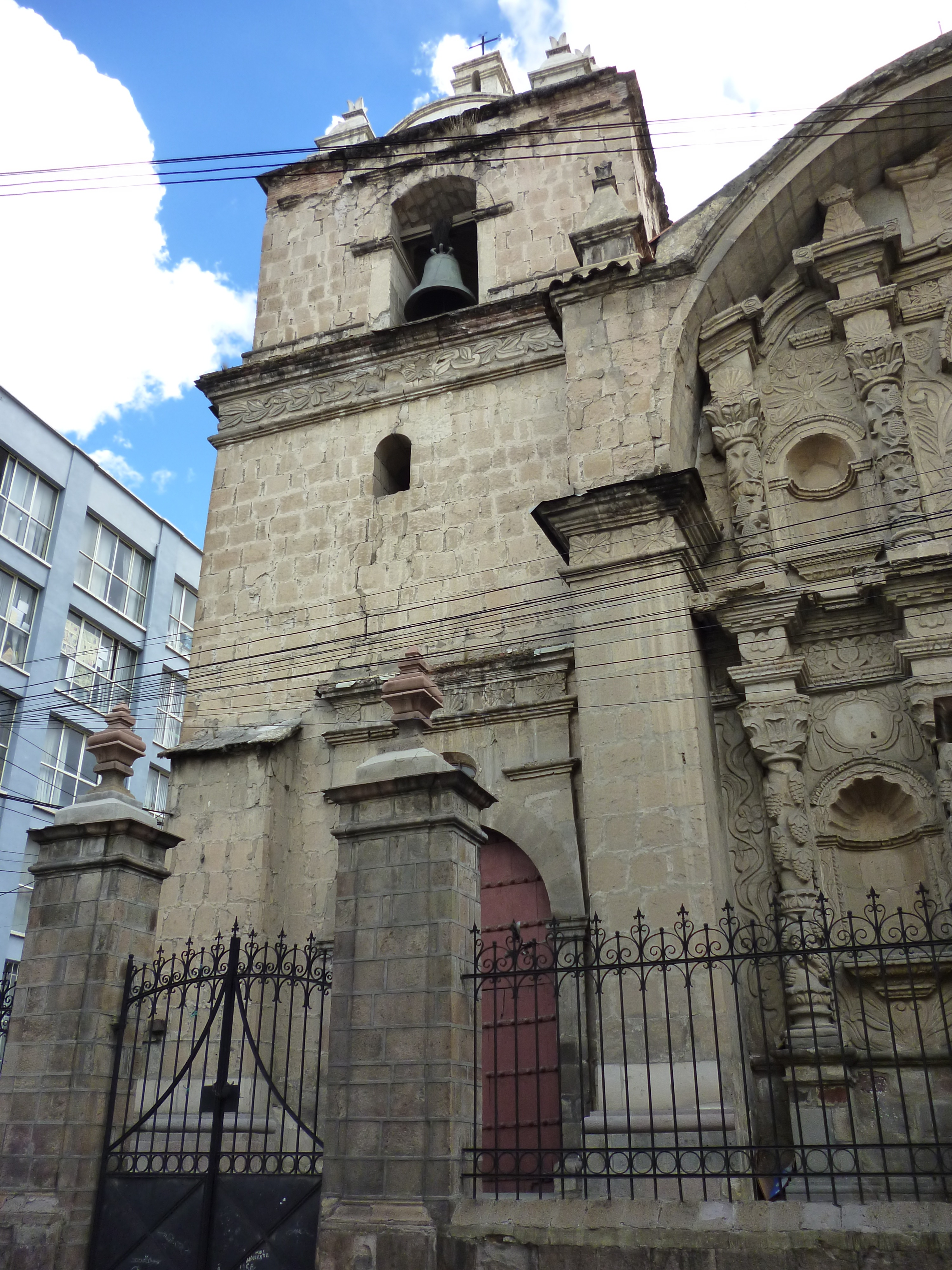
campanario del templo.